# Фолкнър (окръг, Арканзас)
Окръг Фолкнър (на английски: Faulkner County) е окръг в щата Арканзас, Съединени американски щати. Площта му е 1720 km², а населението – 113 237 души (2010). Административен център е град Конуей.